# Ubijalci muh
Ubijalci muh (fantastična igra) (COBISS) je drama Matjaža Zupančiča, izšla je leta 1994 v Sodobnosti, in leta 1999 v knjigi Vladimir/Ubijalci muh (COBISS) pri DZS (zbirka Drzni znanilci sprememb). Premierno je bila uprizorjena leta 2000 v SLG Celje.

## Vsebina
Drama je postavljena v hotelsko recepcijo, ki je bolj metaforičen kot konkreten prostor. Gostje prihajajo v hotel, kjer nič ne gre tako, kot bi želeli, vse je nekako strašljivo premaknjeno, receptor pa suvereno uravnava njihove potrebe po svoji presoji. Zdi se, da hotel stoji na meji dveh svetov: na južni strani je mesto in življenje, iz katerega so se gostje zatekli v hotel, na severu pa reka, po kateri plujejo mrliči, in za njo zasnežena in zaledenela pokrajina v meglicah. Gostje se ne morejo odločiti, kam bi se podali. Lahko bi odšli nazaj v prejšnje življenje ali naprej, nemara v smrt. Zunaj je neprijetno mraz in zato se muhe vse otrple pred mrazom zatekajo v toploto hotelskih sob ter se lepijo na tapetne vzorce. Muhe so tisto, kar vse goste povezuje: prav vsi so namreč že kdaj ubili vsaj kakšno, prav vsi so ubijalci muh. Hotelska recepcija je tako samo prehod v svet, ki ga ne poznamo, a vendar dobro vemo zanj - nekakšne »vice«, v katerih se je treba očistiti in pripraviti, kar je simbolizirano s pobijanjem nadležnih muh.